# Achito Vivas
Achito Vivas (Buenaventura, 1º marzo 1934) è un ex calciatore colombiano, di ruolo portiere.

## Carriera
Prese parte con la Nazionale colombiana al Mondiale del 1962 e al Campeonato Sudamericano del 1963.